# Saint-Aquilin

Saint-Aquilin este o comună în departamentul Dordogne din sud-vestul Franței. În 2009 avea o populație de 508 de locuitori.

## Evoluția populației
| An        | 1975 | 1982 | 1990 | 1999 | 2006 | 2009 |
| --------- | ---- | ---- | ---- | ---- | ---- | ---- |
| Populație | 381  | 388  | 387  | 450  | 485  | 508  |